# Ludobójstwo
Ludobójstwo – zbrodnia przeciwko ludzkości, obejmująca celowe wyniszczanie całych lub części narodów, grup etnicznych, religijnych lub rasowych poprzez:
- fizyczne zabójstwa członków grupy;
- wstrzymanie urodzeń w obrębie grupy;
- stworzenie warunków życia obliczonych na fizyczne wyniszczenie;
- przymusowe odbieranie dzieci.

## Definicja
Termin ludobójstwo (a dokładnie ang. genocide, który później został przetłumaczony na ludobójstwo) wprowadził polski prawnik Rafał Lemkin (1900–1959; po emigracji do USA używający imienia Raphaël) w swojej pracy „Axis Rule in Occupied Europe” („Rządy Osi w okupowanej Europie”) wydanej w 1944 w USA. Użyto go w akcie oskarżenia w procesie norymberskim przeciwko przywódcom nazistowskich Niemiec (choć Karta Międzynarodowego Trybunału Wojskowego w Norymberdze nie wymieniała expressis verbis ludobójstwa, lecz jedynie zbrodnie przeciwko ludzkości, których kwalifikowaną postacią jest właśnie ludobójstwo). Do języka prawnego termin ludobójstwo wszedł za sprawą Konwencji ONZ w sprawie Zapobiegania i Karania Zbrodni Ludobójstwa podpisanej 9 grudnia 1948, której wstępny projekt był współtworzony przez Rafała Lemkina.
Artykuł II Konwencji definiuje ludobójstwo jako czyn „dokonany w zamiarze zniszczenia w całości lub części grup narodowych, etnicznych, rasowych lub religijnych, jako takich:
a) zabójstwo członków grupy
b) spowodowanie poważnego uszkodzenia ciała lub rozstroju zdrowia psychicznego członków grupy
c) rozmyślne stworzenie dla członków grupy warunków życia, obliczonych na spowodowanie ich całkowitego lub częściowego zniszczenia fizycznego
d) stosowanie środków, które mają na celu wstrzymanie urodzin w obrębie grupy
e) przymusowe przekazywanie dzieci członków grupy do innej grupy”.
W pierwotnej wersji Konwencji z 1946 definicja ta obejmowała również zbrodnie popełnione z przyczyn „politycznych”, lecz zostały one usunięte ze względu na naciski m.in. Związku Radzieckiego, prawdopodobnie z powodu obawy Stalina przed odpowiedzialnością.
Konwencja ta wskazuje, że karane jest nie tylko ludobójstwo, ale także podżeganie do niego, współuczestnictwo, usiłowanie jego popełnienia oraz zmowa w celu jego popełnienia. W celu skutecznego ścigania zbrodni zapowiedziano karanie winnych bez względu na ewentualne sprawowanie przez nich funkcji państwowych. Karanie za zbrodnię ludobójstwa zostało powierzone sądownictwu wewnętrznemu państw-członków konwencji oraz sądownictwu międzynarodowemu, o ile dane państwo jest członkiem tego systemu.
Konwencja ONZ z 26 listopada 1968 zalicza ludobójstwo do zbrodni nieprzedawnialnych.
Alain Besançon, francuski politolog, historyk socjologii i filozofii, tak zdefiniował to pojęcie: ludobójstwo w sensie właściwym, w odróżnieniu od zwykłej rzezi, żąda następującego kryterium: jest to rzeź zamierzona w ramach ideologii, stawiającej sobie za cel unicestwienie części ludzkości dla wprowadzenia własnej koncepcji dobra. Plan zniszczenia ma obejmować całość określonej grupy, nawet jeśli nie zostaje doprowadzony do końca w rezultacie niemożliwości materialnej czy zwrotu politycznego.

## Ludobójstwo w historii

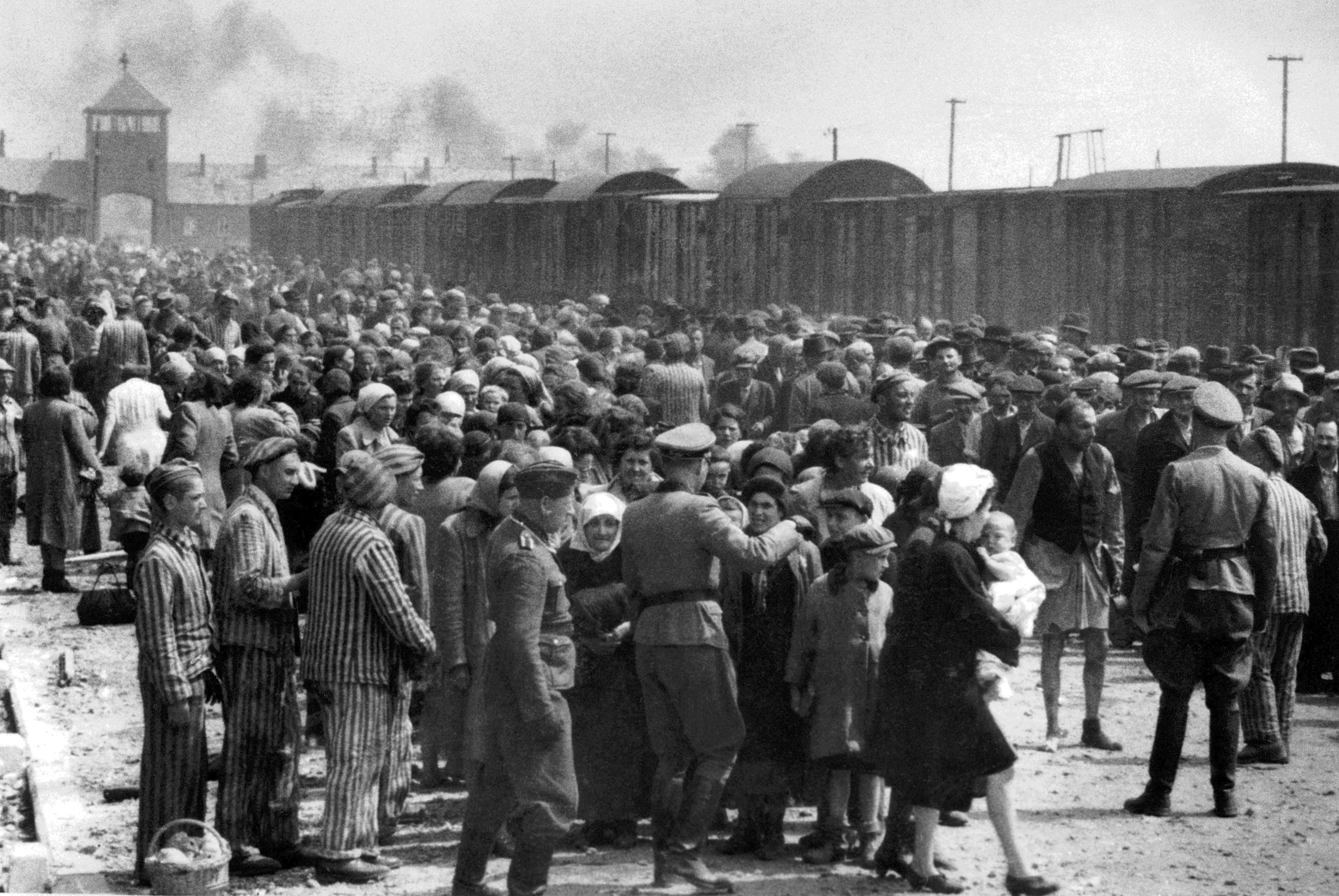
Ludobójstwo (Holocaust)

Samo zjawisko jest o wiele starsze – za przykłady ludobójstwa uważa się wyniszczenie połowy populacji, około 60 milionów Chińczyków w trakcie mongolskich podbojów w XIII wieku, czy Jaćwingów i Prusów przez Krzyżaków w XIII-XIV w., śmierć niemal jednej trzeciej populacji Irlandii w XVII wieku, w wyniku kampanii Cromwella w Irlandii. Niektórzy autorzy zaliczają do tego typu zbrodni także eksterminację katarów podczas krucjat prowadzonych przez Kościół katolicki i wyniszczenie Wandei przez rządowe „kolumny piekielne” w okresie rewolucji francuskiej. W XX wieku ludobójstwo dotknęło Ormian, Asyryjczyków i Greków Pontyjskich w Turcji, Polaków, wielu mniejszości narodowych w Związku Radzieckim (operacja polska NKWD lub sztucznie wywołany głód na Ukrainie), w Afryce i Azji, Niemcy dokonali eksterminacji ludności żydowskiej (Holocaust) i cygańskiej (Porajmos).
Eksterminacja ludności miała też miejsce w czasie kolonizacji obu Ameryk, gdzie najpierw na Antylach Hiszpanie doprowadzili do wytępienia rodzimej ludności poprzez zmuszanie ich do niewolniczej pracy, a później amerykańscy pionierzy w Ameryce Północnej. W obu przypadkach eksterminacja nie była celem samym w sobie, lecz wynikiem ekspansji terytorialnej Europejczyków na ziemiach nowego lądu. Podobnie wyglądała sytuacja w przypadku wyniszczania rdzennej ludności w Ameryce Południowej czy w Australii, gdzie masowo ginęli Aborygeni.
Często jednak wymieranie tych grup etnicznych było spowodowane nie tylko zmuszaniem ich do ciężkiej pracy czy zabijaniem, lecz także niemożliwością przystosowania się do nowych warunków kulturowych wprowadzanych przez Europejczyków. Jednoznacznie nie można określić, jak bardzo procesy te były celowe i planowe, oraz w jakim stopniu wynikały z nieświadomości odpowiednich instytucji.

## Przykłady ludobójstw

### XVIII wiek
- „Eksterminacja Wandei” – eksterminacja ludności wiernej królowi i Kościołowi departamentu Wandei przez wojska republikańskie podczas rewolucji francuskiej.

### XIX wiek
- „Czarna wojna” – eksterminacja Aborygenów tasmańskich.
- Eksterminacja ludności w Kongu belgijskim
- Ludobójstwo Czerkiesów

### XX wiek
- Ludobójstwo Herero i Namaqua
- zbrodnie ludobójstwa Imperium Osmańskiego:
  - Ludobójstwo Ormian
  - Ludobójstwo Asyryjczyków
  - Ludobójstwo Greków pontyjskich

- zbrodnie ludobójstwa nazistowskich Niemiec i ich sojuszników:
  - Akcja T4
  - Holocaust
  - Obozy niemieckie (1933–1945)
  - Auschwitz-Birkenau
  - Akcja AB
  - Zbrodnia w Palmirach
  - Intelligenzaktion
  - Porajmos
  - Zbrodnia w Ponarach
  - Ludobójstwo Serbów w Niepodległym Państwie Chorwackim
  - Eksterminacja jeńców sowieckich
  - Masakra nankińska
  - Rzeź wołyńska
  - czystka etniczna w Małopolsce Wschodniej
  - Rzeź Woli
- zbrodnie ludobójstwa ZSRR:
  - Wielki głód na Ukrainie
  - Gułagi
  - Łagry
  - Operacja polska NKWD
  - Obozy NKWD
  - Zbrodnia katyńska[a][14]

- - Sowieckie obozy jenieckie
  - Egzekucje w Kuropatach
  - Egzekucje w Bykowni
  - Obława augustowska
- zbrodnie ludobójstwa po II wojnie światowej:
  - Ludobójstwo w Bangladeszu
  - Ludobójstwo w Burundi
  - Pola śmierci w Kambodży
  - Masakra w Sabrze i Szatili
  - Ludobójstwo Kurdów: atak gazowy w Halabdży i operacja Al-Anfal
  - Masakra szyitów w Dudżail
  - Ludobójstwo w Rwandzie
  - Masakra w Srebrenicy
  - Masakra w Ahmići

### XXI wiek
- Konflikt w Darfurze
- Ludobójstwo Ujgurów
- Ludobójstwo Jazydów
- Ludobójstwo w Strefie Gazy